# Воронежский музей железнодорожной техники
Воронежский музей Юго-Восточной железной дороги — технический музей, посвященный истории железнодорожной техники Юго-Восточной железной дороги. Располагается на территории грузового двора железнодорожного вокзала «Воронеж-I» и в Дворце культуры Железнодорожников.

## История
Музей Юго-Восточной железной дороги основан в 1966 году. Открытие было приурочено к 100-летнему юбилею дороги в соответствии с приказом начальника дороги № 155/Н от 1 августа 1966 года «Об организации музея истории Юго-Восточной железной дороги».
В организации музея, сборе материалов участвовали ветераны труда, участники гражданской и Великой Отечественной войн, коллективы служб, предприятий и подразделений дороги. Была назначена экспертная комиссия по открытию музея под председательством заместителя начальника дороги по кадрам В. Г. Кашина
Экспозиция музея была размещена в двух помещениях, на первом этаже в здании Дворца культуры железнодорожников на Никитинской улице. Состоит из различных предметов, связанных с железной дорогой: макетов подвижного состава, формы сотрудников, образцов оборудования, средств связи, документации и т. п.
В 2019 году по инициативе начальника ЮВЖД Сергея Задорина основана выставка железнодорожной техники. На территории грузового двора вокзала «Воронеж-I» собрана большая коллекция паровозов, тепловозов, электровозов, вагонов, в основном работавших на Юго-Восточной железной дороге до момента списания. Также имеются экспонаты — элементы инфраструктуры: заправочная колонка для паровоза, рельсы различных лет и т. д.

## Экспонаты
| Модель                                | Построен | Год передачи в музей | информация |
| ------------------------------------- | -------- | -------------------- | --- |
| Электровоз ЧС4-224                    | 1972     | 2019                 | Построен на заводе Škoda, г. Пльзень. Работал в депо станции Россошь |
| Паровоз серии Л № 5293                | 1955     | 2019                 | Паровоз Л № 5293, представленный на площадке, построен в 1955 на Ворошиловградском заводе им. Октябрьской революции. Эксплуатировался на Томской железной дороги в депо Барнаул с 1955 по 1964 год. В 1964 передан в депо Черепеть Московской железной дороги для работы с пассажирскими поездами. В 2010 году паровоз Л № 5293 из депо Смоленск Московской железной дороги был передан на Юго-Восточную в депо Кочетовка. В 2019 передан в Воронеж в музей. |
| Паровоз Эр 762-91                     | 1952     | 2014                 | Памятник. Выпущен заводом Reșița Works в Румынии. Списан в январе 2009 года. Установлен в 2014 году в сквере у вокзала «Воронеж-I». |
| Маневровый тепловоз ТГК-2             | 198*     | 2019                 | Тепловоз построен в 1980-х годах на Калужском машиностроительном заводе. Эксплуатировался в локомотивном депо Тамбов, в эксплуатационном депо Кочетовка ЮВЖД использовался на маневровой работе для буксировки неисправного подвижного состава в веерный корпус на ремонт. |
| Маневровый тепловоз ТЭМ1М № 0649      | 1962     | 2021                 | Шестиосный маневровый тепловоз ТЭМ1 изготовлен Брянским машиностроительным заводом в 1962 году. С производства поступил в депо Горький Сортировочный. С 10.10.1967 передан в депо Агрыз. До 1975 года работал на манёврах в Ижевске. Летом 1978 года эксплуатировался на станции Можга в ПМС-109. С 1988 по 2008 года работал на Воронежском ВТРЗ им. Дзержинского . |

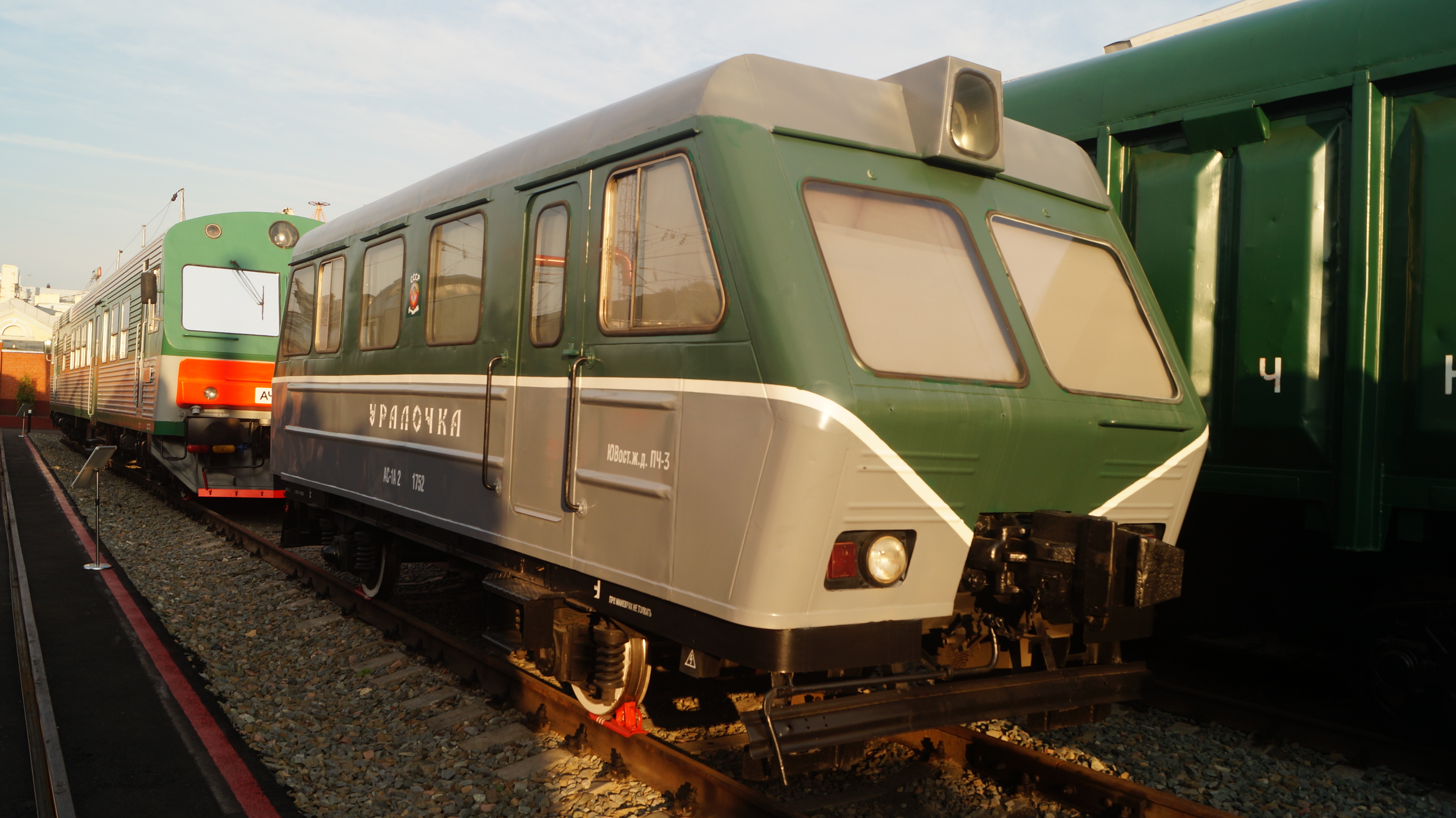
Автомотриса АС1-А.2 «Уралочка»

| Электровоз ЭР9П-74                    | 1965     | 2019                 | ЭР9П-74, представленный на ретро-площадке головным вагоном 01 и моторным вагоном 02, был построен в 1965 году. Работал на полигоне железных дорог. В 2004 году прошел модернизацию с продлением срока службы на Красноярском электровагоноремонтном заводе. Подготовлен и передан на площадку исторического подвижного состава станции Воронеж-I в 2019 году. |
| Электровоз ЭМ9 −005                   | 1967     | 2019                 | ЭМ9-005 — электропоезд ЭР9П-213, прошедший модернизацию и переименованный в ЭМ9-005. Построен в 1967 году на Калининском вагоностроительном заводе. Состоял из 8 вагонов. В 2002 году прошел капитально-восстановительный ремонт с продлением срока службы на Даугавпилсском локомотиворемонтном заводе. Основные изменения затронули форму головной части вагона и внутреннюю отделку салонов: окна и салонные двери заменили на пластиковые, деревянные шкафы для оборудования — на металлические. Работал на Юго-Западной и Московской железных дорогах. В марте 2016 года передан (вагоны 1, 4, 8, 7) на Юго-Восточную железную дорогу. Подготовлен и передан на площадку исторического подвижного состава станции Воронеж-I в 2019 году. |
| Электровоз ВЛ60ПК № 908               | 1965     | 2021                 | Электровоз построен на НЭВЗ в мае 1965 года. Работал на Красноярской железной дороге в депо Абакан-2 и Боготол. На Юго-Восточной ВЛ60 эксплуатировался с декабря 1963 года. В 2004 году электровоз прошел капитальный ремонт на Новосибирском электровозоремонтном заводе. Передан на Юго-Восточную железную дорогу Красноярской дирекцией тяги. На площадку исторического подвижного состава станции Воронеж-I установлен в 2021 году. |
| Путевой струг                         | 1936     | 2019                 | Работал на ЮВЖД. Единственный сохранившийся экземпляр. |
| Железнодорожный кран КДЭ-163          | н/д      | 2019                 | |
| Автомотриса АС-1А.2 № 1752 «Уралочка» | н/д      | 2019                 | Построена на Пермском мотовозоремонтном заводе АС-1А № 1752 находилась в эксплуатации в Таловской дистанции пути ЮВЖД. Использовалась для перевозки рабочих при выполнении путевых и строительных работ на участках железнодорожного пути, для инспекционных выездов на линию. В 2003 году прошла капитальный ремонт и модернизацию. Подготовлена и передана на площадку исторического подвижного состава станции Воронеж-I Юго-Западной дирекцией по эксплуатации путевых машин в 2019 году. |
| Автомотриса АС1А № 689                | 1978     | 2019                 | Построена на Великолукском машиностроительном заводе. Эксплуатировалась на Мичуринском отделении ЮВЖД для осмотра хозяйств. Подготовлена и передана на площадку исторического подвижного состава станции Воронеж-I Юго-Западной дирекцией по эксплуатации путевых машин в 2019 году. |
| Автомотриса АЧ2-031                   | 1988     | 2019                 | Построена чехословацким заводом «Вагонка Студенка». Эксплуатировалась на полигоне Северо-Кавказской железной дороги. Подготовлена и передана на площадку исторического подвижного состава станции Воронеж-I дирекцией моторвагонного подвижного состава в 2019 году. |
| Щебнеочистительная машина ЩОМ-Д № 42  | 1960     | 2019                 | Построена на Тульском заводе железнодорожного машиностроения. Работала на полигоне ЮВЖД. |
| Рельсовый автобус РА1 № 002           | 2002     | 2021                 | Рельсовый автобус РА1 № 002 был выпущен на заводе «Метровагонмаш» в 2002 году. Является одной из трех экспериментальных моделей, выпущенных первыми в серии и конструктивно различавшихся между собой. Был выведен из эксплуатации в 2018 году. Подготовлен дирекцией моторвагонного подвижного состава и передан на площадку исторического подвижного состава станции Воронеж-I в 2021 году. |
| Снегоочиститель СДПМ № 1211           | 1962     | 2019                 | Изготовлен на Энгельсском заводе транспортного машиностроения в 1962 году. Эксплуатировался на всей сети железных дорог. |
| Тепловоз ТЭМ-ТМХ-002                  | 2013     | 2024                 | |
| Велодрезина                           | 2019     | 2019                 | Рельсовый велосипед, изготовлен в 2019 году на Воронежском ВРЗ по образцу велосипеда системы Фон-Ренкуль. |

| Модель                                                     | Построен | Год передачи в музей | Информация |
| ---------------------------------------------------------- | -------- | -------------------- | --- |
| Железнодорожный транспортёр 14Т-005                        |          | 2019                 | Шестнадцатиосный железнодорожный транспортёр сочленённого типа грузоподъёмностью 232 тонны (условная модель 14-Т005). Построен на Луганском тепловозостроительном заводе |
| Вагон-платформа двухосный 412—019                          | 1947     | 2019                 | Платформа двухосная (с бортами) на подшипниках скольжения построена в 1947 году Усть-Катавским вагоностроительным заводом. Последнее место эксплуатации — Локомотивное депо Балашов Юго-Восточной железной дороги. Восстановлена перед передачей в музей Службой вагонного хозяйства ЮВДИ и Рефрижераторным вагоноремонтным депо Лиски АО «ВРК-2».                                                                |
| Вагон-Цистерна двухосный 712—005                           | 1948     | 2019                 | Построен заводом имени Жданова. Изначально был предназначен для перевозки светлых нефтепродуктов (бензина, керосина, дизельного топлива), впоследствии переоборудован под перевозку цемента. Оборудован тормозом системы И. К. Матросова. Отреставрирован Службой вагонного хозяйства ЮВДИ и вагоноремонтным депо Елец АО «ВРК-3».                                                                                |
| Вагон-цистерна двухосный № 719—454                         |          | 2019                 | Построена в середине XX века на Ижорском заводе в городе Колпино. Предназначен для перевозки светлых нефтепродуктов (бензина, керосина, дизельного топлива). Оборудована тормозом системы И. К. Матросова. Отреставрирован Службой вагонного хозяйства ЮВДИ и вагоноремонтным депо Белгород АО «ВРК-3» и передан на площадку исторического подвижного состава станции Воронеж-I в 2019 году.                      |
| Вагон четырёхосный товарный крытый № 212—013               | 1947     | 2019                 | Вагон четырёхосный крытый с тормозной площадкой на подшипниках скольжения построен Тверским вагоностроительным заводом. Восстановлен Службой вагонного хозяйства ЮВДИ и Рефрижераторным вагоноремонтным депо Лиски АО «ВРК-2». |
| Товарный вагон Gl11 № 564955                               | 1932     | 2019                 | Крытый двухосный товарный вагон модели Gl11 образца 1913 года. Изготовлен в Польше, в городе Острув Велькопольский, компанией Linke-Hofmann Lauchammer . На территорию Советского Союза попал в годы Великой Отечественной войны в качестве трофея. В послевоенное время использовался для восстановления народного хозяйства. Передан на площадку исторического подвижного состава станции Воронеж-I в 2019 году |
| Товарный вагон «Munchen» G № 4196                          | 1921     | 2019                 | Крытый грузовой двухосный вагон с плоской крышей «Munchen» постройки 1921 года. Типичный грузовой вагон Немецких Государственных дорог (Deutsche Reichsbahn). Передан на площадку исторического подвижного состава станции Воронеж-I в 2019 году |
| Весоповерочный вагон 640ВПВ № 136                          | 1966     | 2019                 | Работал на полигоне Юго-Восточной железной дороги, последние годы эксплуатировался в мастерской «Воронеж» Юго-Восточного центра метрологии Восстановлен Службой вагонного хозяйства ЮВДИ и передан на площадку исторического подвижного состава станции Воронеж-I в 2019 году. |
| Весоповерочный вагон ВПВ-188 № 206                         | 1954     | 2019                 | Весоповерочный вагон ВПВ-188 № 206 построен в 1954 году. Работал на полигоне Юго-Восточной железной дороги, последние годы хранился в Юго-Восточном центре метрологии на территории ст. Воронеж-Курский. Восстановлен Службой вагонного хозяйства ЮВДИ и передан на площадку исторического подвижного состава станции Воронеж-I в 2019 году.                                                                      |
| Вагон четырёхосный крытый грузовой № 2448907 (вагон-музей) | 198*     | 2019                 | Изготовлен в 1980-х гг. на Алтайском вагоностроительном заводе. |

## Галерея

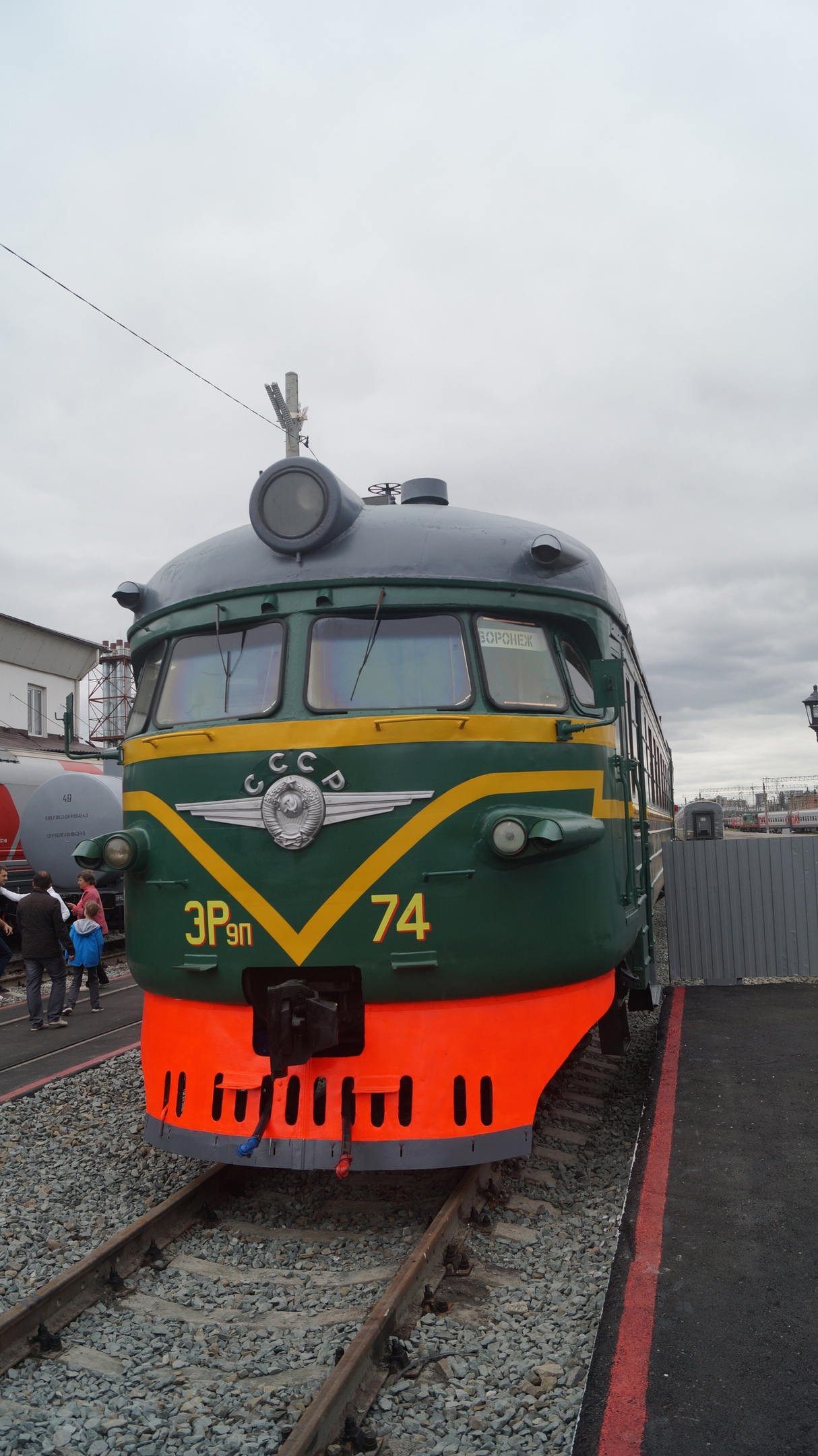
Головной вагон электропоезда ЭР9

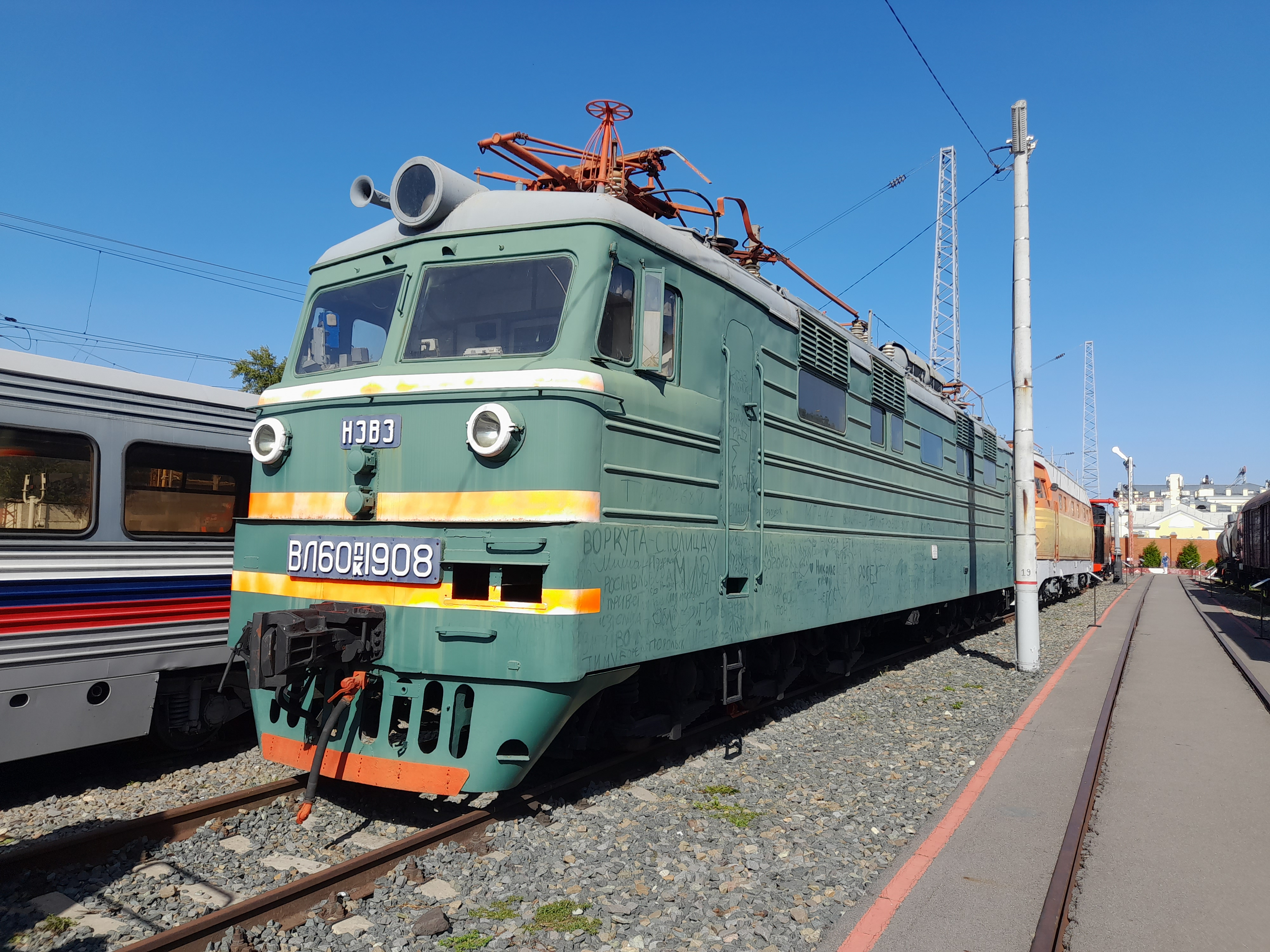
Электровоз ВЛ60

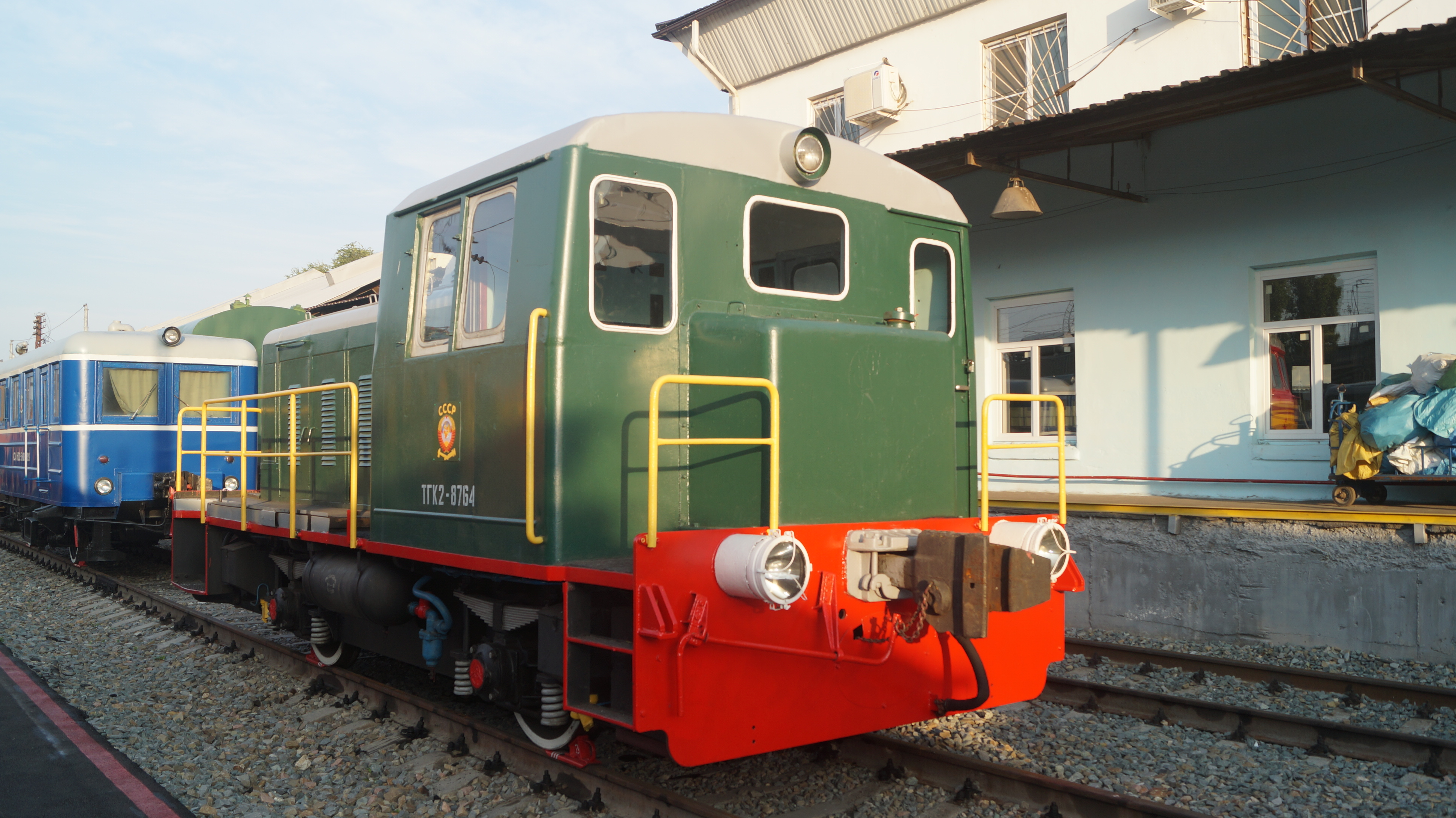
Тепловоз ТГК-2

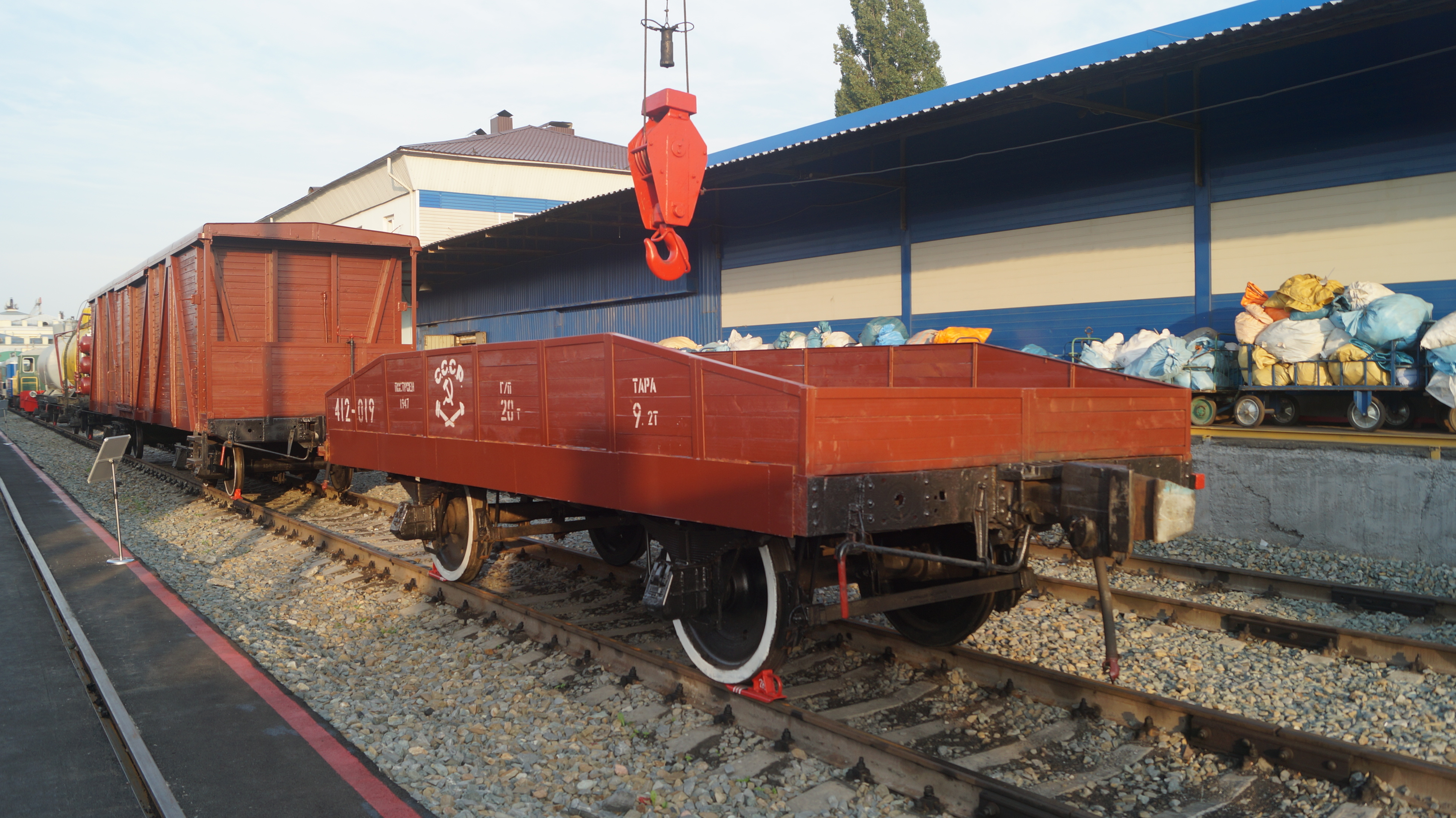
Вагон 412—019

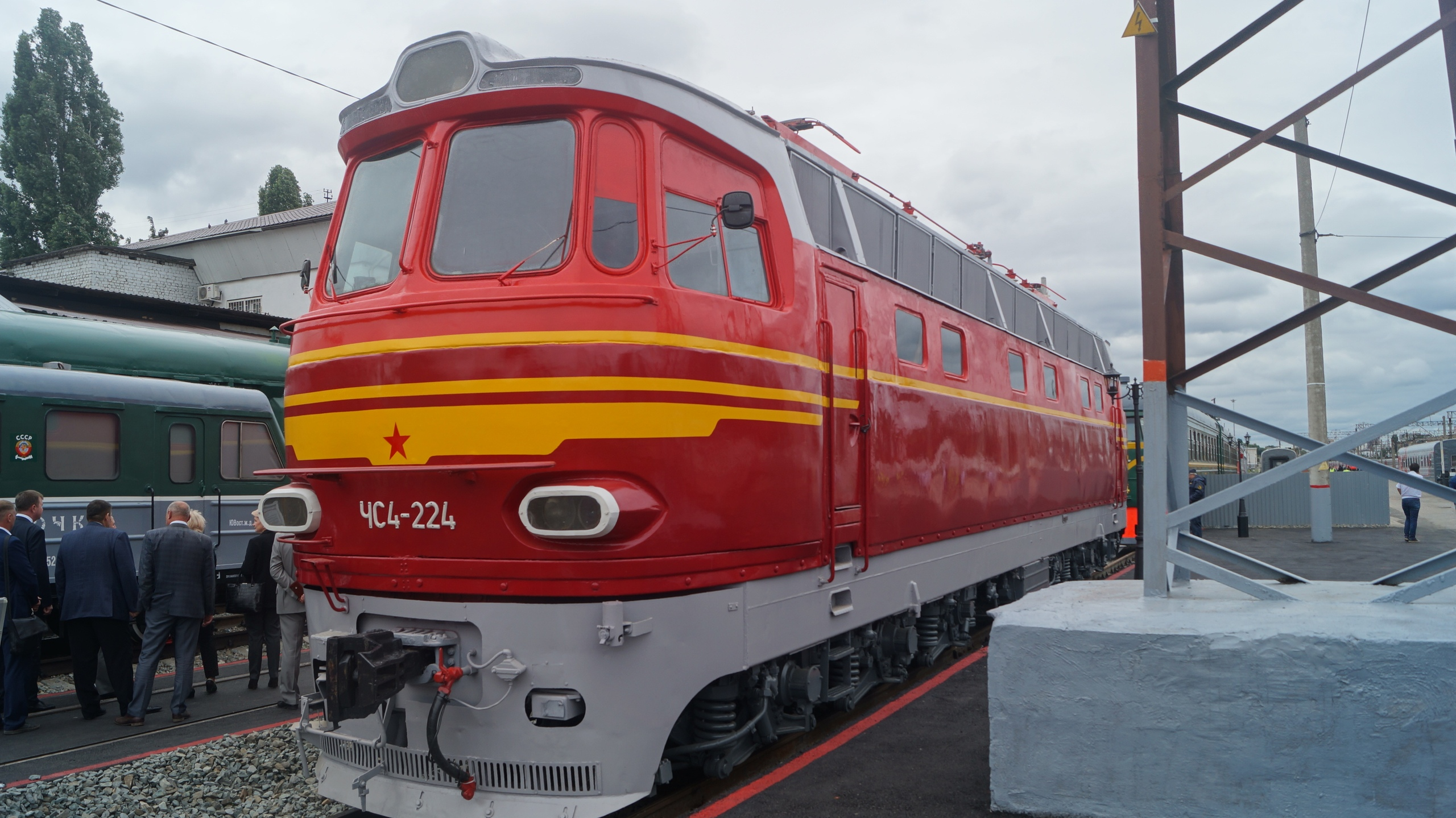
Электровоз ЧС-2, 2019 год